# Awdal
Awdal (arab. عدل) – jeden z osiemnastu regionów administracyjnych w Somalii, którego siedzibą jest miasto Boorama, ustanowiony w czerwcu 1984 roku. Region ten znajduje się w północno-zachodniej części kraju, na terenie nieuznawanego przez społeczność międzynarodową Somalilandu.

## Podstawowe informacje
Region Awdal znajduje się w północno-zachodniej części Somalii, na terenie nieuznawanego przez społeczność międzynarodową Somalilandu. Od strony północnej jego granicę wyznaczają wody Zatoki Adeńskiej, od strony północno-zachodniej graniczy z Dżibuti, od strony południowo-zachodniej graniczy z Etiopią, od strony południowo-wschodniej zaś z somalijskim regionem Woqooyi Galbeed.

## Demografia
Region Awdal jest zamieszkiwany głównie przez somalijskie grupy etniczne, z których najliczniejszą stanowią Gadabuursi.

## Gospodarka
Głównym źródłem utrzymania mieszkańców tego regionu Somalii jest pasterstwo, uprawa ziemi, rybołówstwo oraz handel. Główną działalnością gospodarczą ludzi w strefie przybrzeżnej jest pasterstwo (hodowla wielbłądów, owiec, kóz). Większość miejscowości nadmorskich jest słabo zaludniona, zwłaszcza w sezonie letnim, co spowodowane jest wysokimi temperaturami, sięgającymi nierzadko nawet 45 °C. Ludzie wówczas przenoszą się do chłodniejszej strefy górskiej.
|         | Kozy i owce | 800-1000 |
|         | Wielbłądy   | 100-200  |
|         | Bydło       | 25-30    |
| Łącznie |             | 925-1230 |

## Edukacja
| Podstawowa      | 79 | 27 189 |
| Ponadpodstawowa | 8  | 6092   |
| Łącznie         | 87 | 33 281 |

## Służba zdrowia
| Zespoły mobilne | 1 | 0  | 0 | 0 | 1  |
| Szpitale        | 3 | 0  | 0 | 1 | 4  |
| Przychodnie     | 9 | 12 | 7 | 8 | 36 |

## Dystrykty
Region Awdal podzielony jest na cztery następujące dystrykty:
- Baki
- Borama
- Lughaya
- Saylac

## Większe miasta
- Borama
- Dilla
- Lughaya
- Zeila